# Spirit in the Sky

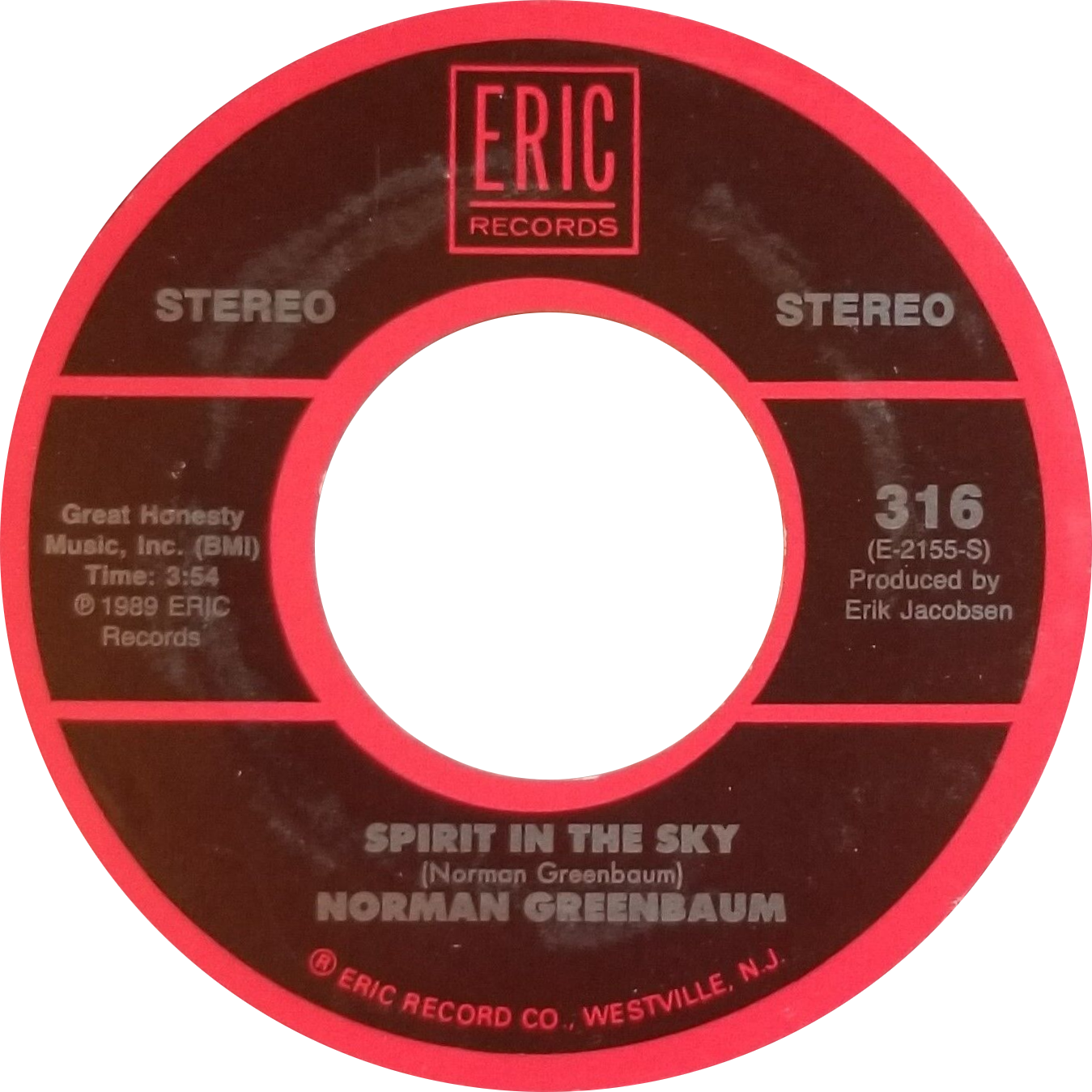
Cara A de la reedición estadounidense de 1989

«Spirit in the Sky» es una canción escrita y grabada originalmente por Norman Greenbaum y lanzado a finales de 1969, el sencillo vendió dos millones de copias de 1969 a 1970 y alcanzó el número tres en los Billboard de EE. UU. (18 de abril de 1970), donde aparece durante 15 semanas en el Top 100 también, subió al número uno en el Reino Unido, listas australianas y canadienses en 1970, la revista Rolling Stone clasificó "Spirit in the Sky" # 333 en su lista de las 500 mejores canciones de todos los tiempos. 
La canción fue incluida en el álbum 1969 del mismo nombre. Hay versiones del grupo británico the doctor and the Medics y del cantante británico Gareth Gates también fueron el número 1 en el Reino Unido.
- Datos: Q1394529